# Paracataclysta
Paracataclysta és un gènere monotípic d'arnes de la família Crambidae descrita per Yutaka Yoshiyasu el 1983. La seva única espècie, Paracataclysta fuscalis, va ser descrita per George Hampson el 1893. Es troba al sud-est d'Àsia (inclòs Sri Lanka i Borneo), al nord d'Austràlia i Àfrica.